# 常盤貴子
常盘贵子（日语：／ Tokiwa Takako，1972年4月30日—），日本女演员，出生于神奈川县橫濱市，隸屬於Stardust Promotion。其出演的電視剧广受好评，在1990年代被日本及華語媒体称为「日剧女王」。

## 生涯經歷
1991年夏天，常盤進入目前所屬的Stardust Promotion。當正職演員之前，曾在原宿的徒步區擔任街頭表演的主持人。1991年，在TBS電視台的單集電視劇《イブは初恋のように》之中擔任配角，為個人出道作。同一時期，常盤在經紀公司亦屬於「儲備歌手」之一。
1993年，當時仍籍籍無名的常盤被拔擢擔任夏季連續劇《惡魔之吻》的重要角色，飾演陷入卡債地獄而從事性工作的女大學生，在劇中的大膽詮釋和演技初次受到電視圈注目而造成話題。1995年，憑夏季連續劇《跟我說愛我》獲得第6回日劇學院賞最佳女主角獎。其後，又分別以《真晝之月》、《理想的結婚》、《最後之戀》和《美麗人生》獲得第10回、第12回、第14回及第24回日劇學院賞最佳女主角，加上一次女配角獎（《美人》），合計共6次獲獎，被媒體封為「日劇女王」。其中，以《美麗人生》一劇攀上事業頂峰，創下20年來連續劇大結局最高收視率（41.3%），七年間共主演至少十部劇集，奠定一線女演員地位。
1999年起，在香港先後與張國榮（《星月童話》）和劉德華（《阿虎》）等其他亞洲地區電影人合作，為跨出日本的代表性女演員之一。
2006年之後重心轉向電影圈發展，與此同時，戲路也從談情說愛的妙齡女郎「兩級跳」；先是向「御姐」演變（《叫她第一名》、《漂流教室》、《戀愛偏差值》），分別在片中與新派小生妻夫木聰、窪塚洋介，以及SMAP的稻垣吾郎有微妙的姊弟戀；進軍影壇後，她已接拍3部飾演「人妻」的電影（《Get up》、《赤月》、《少年馴象師》），除愛情戲外，還須處理親子關係的演繹。
2006年有三部電影公映，包括《間宮兄弟》、《Brave Story》、《Metro ni notte》。除了電影與電視，常盤在2005年春季首次演出舞台劇，其後便不斷持續舞台表演，至今維持每年至少一部作品的產量。
2009年，出演NHK大河劇《天地人》，飾演妻夫木聰主演的直江兼續的妻子阿船。

## 表演風格
常盤在電視劇經常扮演弱勢族群的角色。例如性工作者（《惡魔之吻》、《最後之戀》）、被性侵者（《白晝之月》）、受虐妻子（《美人》）、身障人士（《美麗人生》）等，其自卑感之中，帶著倔強的戲劇張力，頗獲觀眾及電視評論家好評。

## 人物

### 家庭背景
常盤貴子出生於橫濱，因父親工作之故，小學四年級起搬遷至兵庫縣西宮市，在當地生活至高中一年級，其後在關東就讀高中，畢業於關東學院女子短期大學家政科。但自稱關西人，平常說話亦持關西腔。
常盤和家人關係親密，除了父母，亦有一個大三歲從事護理相關工作的姐姐。祖父常盤稔是前日本清水銀行總經理。常盤家的一部分住屋被歸劃為靜岡縣文化遺產之一（紀伊德川家古蹟）。
2009年10月20日，常盤與知名演員長塚京三的兒子，舞臺劇導演長塚圭史提出結婚申請。兩人因拍攝電影《Get up》而認識，交往六年半後結婚。

### 性格交友
自小個性內向沉靜，搬遷至兵庫縣西宮生活近七年之後，性格才開始有了180度的轉變。與天海祐希、深津繪里交情好。圈中亦有許多演員曾表示是常盤的影迷，如內山理名、鈴木惠美、真鍋香織等人。

## 作品

### 电视剧
註﹔粗體字為主演
- 1991年 イブは初恋のように
- 1991年 百貨公司！夏物語
- 1991年 太平記　※只演出第48集與完結篇
- 1992年 十年愛
- 1992年 Shampoo Time
- 1992年 愛又怎麼樣
- 1993年 離婚派對　※全40集
- 1993年 惡魔之吻（日语：悪魔のKISS）
- 1994年 The Wide Show
- 1994年 溫泉旅館女大學生騷動事件　※全5集
- 1994年 單元劇『想傳達給你』　※演出第9集「悄悄說再見」
- 1994年 亂步 妖精般的女人們　※全1集
- 1994年 Coming Home
- 1994年 爸爸是新聞主播　特別篇
- 1994年 遲來的春天
- 1995年 禁忌的遊戲
- 1995年 跟我說愛我
- 1995年 戀愛夢想家
- 1996年 醜小鴨（日语：みにくいアヒルの子 (テレビドラマ)）
- 1996年 白晝之月
- 1996年 一個人住（日语：ひとり暮らし）
- 1997年 理想的結婚（日语：理想の結婚 (テレビドラマ)）（又譯《二見鍾情》）
- 1997年 醜小鴨（日语：みにくいアヒルの子 (テレビドラマ)）　春假特別篇
- 1997年 最後之戀（日语：最後の恋）（又譯《伴我情深》）
- 1998年 醜小鴨（日语：みにくいアヒルの子 (テレビドラマ)）　畢業特別篇
- 1998年 邂逅（日语：めぐり逢い (1998年のテレビドラマ)）
- 1998年 小報急先鋒（日语：タブロイド (テレビドラマ)）
- 1999年 美人（日语：美しい人 (テレビドラマ)）
- 2000年 美麗人生
- 2001年 叫她第一名（又譯《正義代書戰士》）
- 2002年 漂流教室
- 2002年 戀愛偏差值（日语：恋愛偏差値）　第二章
- 2003年 LOVERS 戀愛文集　※全1集
- 2003年 醜小鴨　重逢特別篇
- 2003年 流轉的王妃·最後的皇弟
- 2006年 改變藝能界的男人・渡邊晉物語　※全1集
- 2007年 玉蘭　※全1集
- 2008年 帶給你笑容～女醫與小丑的挑戰～　※全1集
- 2008年 Loss：Time：Life　※演出第7集「極道之妻」篇
- 2008年 眉山　※全1集
- 2009年 天地人（NHK大河劇）
- 2010年 母親最後的一天（日语：お母さんの最後の一日）（朝日電視台）
- 2011年 TAROの塔 （NHK）
- 2011年 回廊亭殺人事件（富士電視台）
- 2011年 神様の女房（NHK）
- 2012年 新春時代劇 忠臣蔵〜その義その愛（東京電視台）
- 2012年 松本清張逝世20週年特別企劃 疑惑（富士電視台）
- 2012年 再會（富士電視台）
- 2013年 鳶（TBS）
- 2013年 ゆりちかへ ママからの伝言（名古屋電視台）
- 2013年 向月亮祈禱（CBC電視台）
- 2014年 東京にオリンピックを呼んだ男（富士電視台）
- 2015年 小希（NHK晨間劇）
- 2015年 ビューティフル・スロー・ライフ（NHK）
- 2019年 法庭女王（TBS）
- 2020年 贋作 男人真命苦（NHK）
- 2023年 舞伎家的料理人（Netflix）
- 2023年 那不是抄襲嗎？（日本電視台）
- 2025年 御上先生（TBS）

### 电影
- 1992年 從現在開始
- 1994年 SAEKO
- 1999年 星月童話
- 2000年 阿虎
- 2001年 千年之恋 光源氏物语
- 2003年 Get up（日语：ゲロッパ!）
- 2004年 赤月
- 2005年 少年馴象師（又譯《星星少年》）
- 2006年 間宮兄弟
- 2006年 BRAVE STORY　※聲音演出
- 2006年 地下鐵
- 2007年 燃燒的靈魂
- 2007年 筆子‧愛 -天使之琴-
- 2008年 放學後
- 2008年 20世紀少年
- 2008年 釣魚迷日誌19
- 2009年 20世紀少年第二章 最後的希望
- 2009年 20世紀少年最終章 我們的旗幟
- 2009年 抽屜中的情書
- 2011年 Cut（日语：Cut (映画)）
- 2012年 骯髒的心（日语：汚れた心）
- 2014年 野のなななのか
- 2015年 望郷の鐘
- 2015年 向日葵の丘―
- 2020年 兒童食堂
- 2021年 おとなの事情 スマホをのぞいたら

### 舞台劇
- 2005年 KERA・MAP#003　砂上的植物群
- 2006年 TEPCO･１萬人Concert 16th 真説・山椒太夫世界劇『黄金時刻』～愛與永遠的牽絆～
- 2006年 Tango at the End of Winter
- 2007年 The Fearless Otojiro's Campany

## 得獎紀錄

### 電視劇
- 1995年　第1回エランドール賞新人獎（跟我說愛我）
- 1995年　第6回日劇學院賞最佳女主角（跟我說愛我）
- 1996年　第10回日劇學院賞最佳女主角（白晝之月）
- 1997年　第12回日劇學院賞最佳女主角（理想的結婚）
- 1997年　第14回日劇學院賞最佳女主角（最後之戀）
- 1997年　第7回TV LIFE年間日劇大賞 最佳女主角(最後之戀)、(理想的結婚)
- 1997年　第5回橋田賞個人賞（最後之戀）
- 1997年　第1回日刊體育日劇大賞最佳女主角（最後之戀）
- 1999年　第23回日劇學院賞最佳女配角（美人）
- 2000年　第24回日劇學院賞最佳女主角（美麗人生）
- 2000年　第26回放送文化基金賞女優演技賞（美麗人生）
- 2000年　第10回TV LIFE年間日劇大賞 最佳女主角（美麗人生）
- 2000年　第3回日刊體育日劇大賞最佳女主角（美麗人生）

### 電影
- 2004年　第28回日本電影金像獎主演女優賞（赤月）

## 出版
- 2001年　スニッキ ～タイで日記を書きました～ Diary in Thailand
- 2004年　No love,no life　愛がなければ、生きられない

## 寫真集
- 1999年　常盤貴子寫真集　miss you-もう一度逢いたくて-

## 外部連結
- 官方网站
- 常盤貴子的Instagram帳戶
- 常盤貴子在互联网电影资料库（IMDb）上的資料（英文）（英文）